# Fernanda Arozqueta
María Fernanda Arozqueta Chahin (Ciudad de México, México; 16 de enero de 1989), conocida profesionalmente como Fernanda Arozqueta es una cantante y actriz mexicana, exintegrante del grupo de pop mexicano "La Nueva Banda Timbiriche".

## Primeros años
Arozqueta nació y se crio en la Ciudad de México. Tiene 3 hermanas. Sus padres se divorciaron durante su infancia. Comenzó a cantar de niña y participó en concursos de baile para ballet, flamenco y danza moderna.

## Carrera musical

### La Nueva Banda Timbiriche (2007-2009)
Cuando tenía 18 años, comenzó su carrera musical como concursante del programa de telerrealidad mexicano "Buscando a Timbiriche, La Nueva Banda" en 2007. Televisa realizó audiciones en todo México para encontrar miembros para una formación actualizada del icónico grupo de canto, Timbiriche. El programa se estrenó en el Canal de las Estrellas el 24 de junio de 2007. Arozqueta fue una de las 30 finalistas elegidas de todo México. La competencia se transmitió en vivo cada semana en México y concluyó después de cuatro meses. Los concursantes se entrenaron con entrenadores vocales y profesores de baile mientras vivían juntos en una casa. Se ganó un lugar en la alineación del grupo junto con otros seis concursantes.
Arozqueta fue una de las vocalistas principales de "La Nueva Banda Timbiriche". La banda lanzó su primer sencillo, "Tú, Tú, Tú" el 25 de octubre de 2007. El sencillo aterrizó en las 10 listas de éxitos de radio en México. Su álbum debut homónimo fue lanzado el 25 de noviembre de 2007 en México. Fue lanzado el 12 de febrero de 2009 en los EE. UU. El álbum debutó en el número 49 en las listas de álbumes mexicanos más importantes y finalmente alcanzó el puesto número 18. En febrero de 2008, el álbum fue certificado oro en México por más de 50 000 ventas. El grupo realizó una extensa gira por México y América Latina en 2008 y 2009. Fueron el acto de apertura en 20 espectáculos para la etapa estadounidense de la gira de RBD Empezar desde Cero en 2008. Ese mismo año, su tercer sencillo, Solo Tú, fue elegido como tema principal de la telenovela mexicana Cuidado con el ángel, y que fue protagonizada por Maite Perroni y William Levy. La banda filmó una aparición especial en un episodio de la popular telenovela, En nombre del amor en 2008. La producción de su segundo álbum comenzó a principios de 2009, pero nunca se lanzó. En junio de 2009, el grupo anunció su separación en un concierto en Nuevo Laredo, México debido a algunos de los proyectos separados de los miembros fuera de la banda.

### Fridas (2011-2014)
En 2011, Arozqueta formó Fridas , un dúo de canto de electro-pop con su amiga y compañera del Centro de Educación Artística, Denisse Gares Aragón. El dúo actuó en varios showcases y clubes en la Ciudad de México a fines de 2011 a principios de 2012. Comenzaron a grabar su álbum debut en 2012. Su primer y único sencillo,  Pruébame fue lanzado el 5 de noviembre de 2012 para iTunes Store en México. Se filmó un video musical en noviembre de 2012 y se estrenó exclusivamente en Telehit en diciembre de 2012. Para promocionar el sencillo, se presentaron en festivales de radio y México Suena, un concierto televisado, con artistas mexicanos populares en 2013. Realizaron un set acústico con canciones de su álbum debut para aficionados en "Lunadas", un programa musical de Televisa el 6 de marzo de 2013. Su música también apareció en los programas de televisión, Como dice el dicho y Gossip Girl: Acapulco. Su álbum debut sin título fue grabado en la Ciudad de México y finalizado en noviembre de 2012. Constaba de temas compuestos por Arozqueta, Aragón y algunos de sus productores. El álbum propuesto debía incluir 10 canciones en español y 1 versión en inglés de "Pruébame". Nunca se dio el título de un álbum ni la fecha de lanzamiento y el álbum nunca se lanzó. Gares luego formó otro dúo de cantantes sin Arozqueta y apareció como concursante en la competencia de telerrealidad musical, La Voz...México a finales de 2014. El dúo se separó por razones desconocidas en 2014.

## Carrera artística

### Carrera temprana
Tras la disolución de La Nueva Banda en junio de 2009, Arozqueta fue aceptada en el Centro de Educación Artística, la escuela de actuación dirigida por el gigante de los medios, Televisa, en la Ciudad de México. Durante tres años, estudió canto, actuación y danza y actuó en varias obras escolares. Se graduó del CEA en 2011. Durante su tiempo en el CEA, actuó en pequeños papeles en programas de televisión como Esperanza del corazón y Cachito de cielo de 2010 a 2012. En 2013, audicionó y ganó un lugar como una de las cuatro copresentadoras de "PM", un programa de televisión nocturno orientado hacia la cultura pop producido por Televisa. El programa se dirigió a una audiencia de adultos jóvenes utilizando varias plataformas de redes sociales. El programa se estrenó en Canal 5 el 2 de septiembre de 2013. Se transmitió de lunes a viernes a partir de las 9 p. m. a las 12 a. m. en México.

### 2014 al presente
En febrero de 2014, audicionó para un papel recurrente en El color de la pasión, la telenovela más reciente de Televisa en ese momento. Para marzo, fue confirmada como miembro del elenco, interpretando la versión más joven de uno de los personajes principales de la telenovela, a "Brígida". La telenovela se estrenó en Canal de las Estrellas el 17 de marzo de 2014. También apareció en la segunda y tercera temporadas del musical Vaselina (Grease en inglés) de enero a julio del 2014, reemplazando a la actriz Geraldine Galván, quien interpretó a "Chiquis" en la primera temporada de la obra. La obra estuvo de gira por varias ciudades de México, incluidas Guadalajara y Puebla, Puebla. Su tercera temporada terminó en julio de 2014.
En enero de 2016, comenzó a filmar el drama televisivo Yago, en la Ciudad de México. La serie finalmente se estrenó el 2 de mayo de 2016 primeramente en Univision en los Estados Unidos y el 23 de agosto de ese mismo año por Canal 5 en México.

## Filmografía
| Año       | Título                                | Personaje                                              | Notas |
| --------- | ------------------------------------- | ------------------------------------------------------ | --- |
| 2007      | Buscando a Timbiriche, La Nueva Banda | Concursante                                            | Reality show (Ganadora/Se unió al grupo)                                                                                   |
| 2008      | En nombre del amor                    | Ella misma                                             | Musical guest with La Nueva Banda Timbiriche                                                                               |
| 2011-2013 | Como dice el dicho                    | Julieta / Vanessa                                      | "Nada mejor en la vida" (temp. 1, Ep. 37) "El que esté libre de culpa" (temp. 2, Ep. 7) "A grandes males" (temp. 3, Ep. 1) |
| 2011-2012 | Esperanza del corazón                 | Alejandra                                              | Rol recurrente |
| 2012      | La rosa de Guadalupe                  | /                                                      | Episodio: "Una segunda oportunidad de amar"                                                                                |
| 2012      | Miss XV                               | Doris Gascón                                           | Serie de televisión |
| 2013-14   | P.M.                                  | Coconductora                                           | Programa de espectáculos / entretenimiento                                                                                 |
| 2014      | Hostal D.F.                           | Re                                                     | Serie web |
| 2014      | El color de la pasión                 | Brígida de Zúñiga (joven)                              | Telenovela (episodios 1-5)                                                                                                 |
| 2015      | ¡Sábados de foro!                     | Co-host                                                | Morning news program |
| 2015      | Amor de barrio                        | Dora Luz Márquez Lopezreina / Dora Luz Cruz Lopezreina | Telenovela |
| 2016      | Yago                                  | Alejandra                                              | Serie de televisión |
| 2019      | La bandida                            | Valentina (joven)                                      | Rol recurrente |
| 2021      | Esta historia me suena                | Melina                                                 | 1 episodio |

### Teatro
| Año  | Producción        | Personaje             |
| ---- | ----------------- | --------------------- |
| 2014 | Vaselina          | Chiquis (temp. 2 y 3) |
| 2014 | En brazos de otra |                       |

## Discografía

### Álbumes de estudio
Con "La Nueva Banda Timbiriche"
| 2007                                                                       | La Nueva Banda Timbiriche - Lanzado: 25 de noviembre de 2007 (México) - Lanzado: 12 de febrero de 2008 (Estados Unidos) - Discográfica: EMI Televisa - Formatos: Físico y digital | 18 | — |
| "—" denota lanzamientos que no se registraron o no se lanzaron en ese país | |    |   |

### Sencillos
"Con "La Nueva Banda Timbiriche"
| Año  | Título         |
| ---- | -------------- |
| 2007 | "Tú, tú, tú    |
| 2008 | "Aunque digas" |
| 2008 | "Solo tú"      |

With "Fridas"
| Año  | Título     | Notas                      |
| ---- | ---------- | -------------------------- |
| 2012 | "Pruébame" | Sencillo sin álbum lanzado |

### Apariciones en vídeos musicales
| Año  | Canción     | Grupo                     |
| ---- | ----------- | ------------------------- |
| 2008 | "Tú, tú, tú | La Nueva Banda Timbiriche |
| 2012 | "Pruébame   | Fridas                    |